# شاخص اس‌اس‌ای
شاخص اس‌اس‌ای (به انگلیسی: SSE Index) شاخص بازار سهام متعلق به بورس شانگهای در چین است.
شاخص اس‌اس‌ای از شرکت‌های زیر تشکیل شده‌است.
| شرکت                            | شماره اس‌اس‌ای |
| ------------------------------- | ------------ |
| ایر چاینا                       | ۶۰۱۱۱۱       |
| شرکت آلومینیم چین               | ۶۰۱۶۰۰       |
| بانک چین                        | ۶۰۱۹۸۸       |
| بنک آو کامیونیکیشن              | ۶۰۱۳۲۸       |
| بائواستیل                       | ۶۰۰۰۱۹       |
| چاینا سیتیک بانک                | ۶۰۱۹۹۸       |
| شرکت بیمه عمر چین               | ۶۰۱۶۲۸       |
| بانک بازرگانان چین              | ۶۰۰۰۳۶       |
| چاینا مینشنگ بانک               | ۶۰۰۰۱۶       |
| ساینوپک                         | ۶۰۰۰۲۸       |
| شرکت توسعه کشتیرانی چین         | ۶۰۰۰۲۶       |
| چاینا یونی‌کام                   | ۶۰۰۰۵۰       |
| شرکت برق یانگتسه چین            | ۶۰۰۹۰۰       |
| سیتیک سکوریتیز                  | ۶۰۰۰۳۰       |
| شرکت راه‌آهن داکین               | ۶۰۱۰۰۶       |
| جی‌دی پاور                       | ۶۰۰۷۹۵       |
| شرکت راه‌آهن گوانگشن             | ۶۰۱۳۳۳       |
| هوا ژیا بانک                    | ۶۰۰۰۱۵       |
| بانک صنعتی و بازرگانی چین       | ۶۰۱۳۹۸       |
| اینداستریال بانک                | ۶۰۱۱۶۶       |
| بائواستیل مغولستان              | ۶۰۰۰۱۰       |
| جیانگشی کوپر                    | ۶۰۰۳۶۲       |
| گوئیژو ماوتای                   | ۶۰۰۵۱۹       |
| گروه اورینت                     | ۶۰۰۸۱۱       |
| پینگ ان                         | ۶۰۱۳۱۸       |
| پولی ریل استیت                  | ۶۰۰۰۴۸       |
| سایک موتور                      | ۶۰۰۱۰۴       |
| فرودگاه بین‌المللی شانگهای پودنگ | ۶۰۰۰۰۹       |
| بانک توسعه شانگهای پودونگ       | ۶۰۰۰۰۰       |
| شنرژی گروپ                      | ۶۰۰۶۴۲       |
| تیانجین پورت                    | ۶۰۰۷۱۷       |
| ووهان آیرون اند استیل           | ۶۰۰۰۰۵       |
| یانگور گروپ                     | ۶۰۰۱۷۷       |